# Giacomo Medici (cacciatorpediniere)

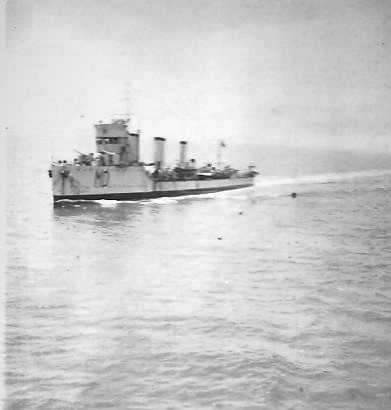
Il Medici

Il Giacomo Medici è stato un cacciatorpediniere (e successivamente una torpediniera) della Regia Marina.

## Storia

### Dall'entrata in servizio agli anni trenta
Impostato durante la prima guerra mondiale, nell'ottobre 1916, il Medici, appartenente alla classe La Masa, entrò in servizio a metà settembre 1918, poche settimane prima della fine del conflitto.
Il 19 aprile 1922 il R.C. Medici fu fotografato al largo di Algeri.
Nella tarda sera del 30 agosto 1923, durante la crisi di Corfù, il Medici lasciò Taranto insieme ai cacciatorpediniere Generale Carlo Montanari, Giuseppe La Farina, Generale Antonino Cascino e Giacinto Carini, alle corazzate Giulio Cesare e Conte di Cavour, agli incrociatori corazzati San Giorgio e San Marco, all'esploratore Premuda, alle torpediniere 50 OS e 53 AS, ai MAS 401, 404, 406 e 408 ed ai sommergibili Andrea Provana ed Agostino Barbarigo. Tale squadra era incaricata di bombardare ed occupare Corfù: giunta nelle acque dell'isola il 31 agosto, la formazione italiana, dopo aver comunicato al governatore greco le condizioni di resa (ammaino della bandiera greca e sostituzione con quella italiana, resa e disarmo di militari e gendarmi, interruzione di ogni comunicazione, controllo italiano su tutte le attività), aprì il fuoco alle quattro del pomeriggio del 31 agosto. Le navi italiane cannoneggiarono la Fortezza Vecchia e la Fortezza Nuova per un quarto d'ora, provocando una decina di morti e parecchi feriti tra i profughi che vi si erano rifugiati, poi il governatore greco si arrese e venne sbarcato il corpo di spedizione italiano, costituito dalle compagnie da sbarco delle navi italiane, dal 48º Reggimento Fanteria «Ferrara» (provvisto di una batteria di otto cannoni da 75 mm) e da una brigata di fanteria con 5000 uomini. La maggior parte delle navi rientrò poi a Taranto, mentre rimasero a Corfù i cinque cacciatorpediniere (tra cui il Medici), uno degli incrociatori corazzati, alcuni sommergibili ed i MAS. Risolto il dissidio tra Italia e Grecia, le navi italiane lasciarono Corfù tra il 24 ed il 29 settembre, insieme alle truppe precedentemente sbarcate.
Il 1º ottobre 1929 la nave, al pari di tutte le unità similari, fu declassata a torpediniera.

### La seconda guerra mondiale

#### 1940
Il 10 giugno 1940 la Medici faceva parte della VII Squadriglia Cacciatorpediniere di base a Brindisi, che formava insieme alle gemelle Angelo Bassini, Enrico Cosenz e Nicola Fabrizi. Durante il secondo conflitto mondiale la nave fu adibita a compiti di scorta dapprima sulle rotte della Grecia e dell'Adriatico meridionale, e successivamente, da fine 1942, su quelle nordafricane.
Il 20 agosto 1940, con la costituzione del Comando Superiore Traffico Albania (Maritrafalba), divenuto attivo dal 5 settembre successivo, la Medici venne dislocata a Brindisi ed assegnata, con altre unità (due anziani cacciatorpediniere, altre nove torpediniere, tre incrociatori ausiliari e la XIII Squadriglia MAS), a tale Comando, per il servizio di scorta convogli da e per l'Albania.
Il 5 settembre 1940 la Medici diede inizio al proprio servizio per conto di Maritrafalba scortando da Bari a Durazzo, insieme all'incrociatore ausiliario Barletta ed alla vecchia torpediniera Palestro, la motonave Rossini ed il piroscafo Italia, carichi di 1090 uomini della Divisione «Parma» e di 97 tonnellate di rifornimenti. Il giorno seguente la Medici e la Palestro lasciarono Durazzo alla volta di Bari, per scortare l'Italia e la Rossini che tornavano in Italia vuoti.
Il 21 settembre la torpediniera scortò da Brindisi a Valona il piroscafo Hermada, avente un carico di 140 bovini e 2240 tonnellate di materiali (artiglierie, caseimaggio, vestiario ed autoveicoli), mentre cinque giorni più tardi, insieme alla torpediniera Polluce ed all'incrociatore ausiliario RAMB III, scortò da Bari a Durazzo Rossini ed Italia, con a bordo 1950 militari e 128 tonnellate di rifornimenti. Il 28 settembre la Medici salpò da Bari alla volta di Durazzo, scortando i piroscafi Giorgio Bottiglieri, Carmen e Tarquinia e la piccola nave cisterna Abruzzi, tutti adibiti a traffico civile e carichi di merci civili. Alle 18.39 (o 18.40) di quello stesso giorno il Carmen, a seguito dell'esplosione di un'arma subacquea, affondò a cinque miglia da Durazzo, in posizione 41°17' N e 19°11' E. La Medici, unitamente ad altre unità fatte subito partire da Durazzo, recuperò l'intero equipaggio del piroscafo. Alcuni superstiti affermarono che il Carmen fosse stato silurato (probabilmente, in tal caso, dal sommergibile britannico Osiris), ma la causa più probabile dell'affondamento fu ritenuta l'urto contro una mina.
Il 1º ottobre la torpediniera scortò da Durazzo a Bari i piroscafi vuoti Premuda, Assiria ed Oreste. Il 4 ottobre la Medici, insieme alla torpediniera Pallade ed all'incrociatore ausiliario Capitano A. Cecchi, scortò da Bari a Durazzo le motonavi Verdi e Puccini ed il piroscafo Quirinale, con 2400 militari e 140 tonnellate di rifornimenti. L'indomani Medici e Pallade furono di scorta a Puccini, Verdi e Quirinale che rientravano scariche da Durazzo a Bari.
Il 12 ottobre 1940 Maritrafalba venne sciolto, ma già il 21 ottobre tale comando venne ricostituito, e di nuovo la Medici venne posta alle sue dipendenze (unitamente ai due anziani cacciatorpediniere, altre nove torpediniere, quattro incrociatori ausiliari e la XIII Squadriglia MAS) per la scorta dei convogli e la caccia antisommergibile.
Il 21 ottobre, alle 4.15, la Medici lasciò Brindisi di scorta alle motonavi postali Filippo Grimani e Piero Foscari, che scortò a Durazzo, da dove poi ripartì in giornata insieme a Foscari e Grimani alla volta di Brindisi, dove arrivò alle 17.15. Il giorno seguente la torpediniera partì di nuovo da Brindisi insieme a Foscari e Grimani, che scortò a Durazzo, ritornando poi a Brindisi insieme alle due motonavi e giungendo in porto alle 17.20.
La torpediniera fu poi temporaneamente assegnata alla Forza Navale Speciale, incaricata dello sbarco e dell'occupazione dell'isola di Corfù: tale forza, costituita dagli obsoleti incrociatori Bari (nave di bandiera dell'ammiraglio di squadra Vittorio Tur) e Taranto, dagli anziani cacciatorpediniere Carlo Mirabello ed Augusto Riboty, dalle torpediniere Altair, Antares, Andromeda, Aretusa, Nicola Fabrizi ed Angelo Bassini (oltre alla Medici) e dalle navi cisterna/navi da sbarco Tirso, Sesia e Garigliano, avrebbe dovuto supportare lo sbarco della Divisione fanteria «Bari» e di un battaglione del Reggimento San Marco. Lo sbarco sarebbe dovuto avvenire il 28 ottobre, ma venne rinviato dapprima al 30 e poi al 31 a causa del mare mosso, quindi al 2 novembre ed infine fu annullato in seguito al deludente andamento delle operazioni sul fronte greco. I mercantili che avevano imbarcato i reparti della Divisione «Bari», destinata all'Epiro in rinforzo alle truppe già là dislocate, vennero inviati a Valona.
Il 2 novembre, infatti, la Medici lasciò Brindisi cinquanta minuti dopo la mezzanotte, insieme alla torpediniera Generale Antonio Cantore, per scortare a Valona un convoglio composto dai piroscafi Italia, Capo Vado e Tirso, dalle motonavi Città di Savona, Città di Trapani, Città di Agrigento, Marin Sanudo e Città di Bastia e dalla cisterna militare e nave da sbarco Sesia: tali unità trasportavano truppe (4670 uomini) e materiali (240 quadrupedi, 100 autoveicoli, 48 motocicli, quattro autocarri, tre carri armati, 16 carri armati leggeri, undici carrette, quattro forni, nove autocannoni e due autobarche) della Divisione Fanteria «Bari», inizialmente destinata allo sbarcò a Corfù e poi inviata di rinforzo in Albania dopo la rinuncia alla conquista dell'isola. Il convoglio raggiunse Valona alle nove del mattino del 2 novembre.
Rientrata a Brindisi, la Medici ne ripartì il 4 novembre, alle 3.49, scortando a Durazzo il piroscafo Antonio Locatelli, avente a bordo 80 militari, 142 autoveicoli, 17,3 tonnellate di carburante e quattro tonnellate di altri rifornimenti: le due navi giunsero a destinazione alle 17 dello stesso giorno. Due giorni dopo, alle tre di notte del 6 novembre, la nave salpò da Valona insieme alla vecchia torpediniera Curtatone, scortando a Bari, dove giunsero alle 19.30, la motonave Donizetti ed i piroscafi Piemonte, Italia e Quirinale, che tornavano vuoti in Italia.
Alle 23.30 dell'8 novembre Medici, Curtatone e Cantore partirono da Bari insieme al Capitano Cecchi di scorta ai piroscafi Argentina, Italia e Firenze ed alla motonave Città di Marsala, aventi a bordo 3219 militari e 287 tonnellate di rifornimenti. Il convoglio raggiunse Durazzo alle 16 del 9 novembre. Il 10 novembre, alle 16, Medici e Cantore lasciarono Durazzo e rientrarono a Bari, dove giunsero alle 8.10 dell'11, scortando i quattro trasporti dell'andata, che tornavano vuoti.
Alle 19 del 13 novembre la nave lasciò Durazzo insieme all'anziana torpediniera Generale Marcello Prestinari, scortando le motonavi vuote Verdi, Puccini e Barbarigo, che rientravano a Bari, dove giunsero alle 13.30 del 14 novembre. Il 15 novembre, alle 00.20, la Medici ed un'altra vecchia torpediniera, la Francesco Stocco, partirono da Bari dirette a Valona, dove arrivarono alle 19, di scorta ai piroscafi Poseidone e Nautilus, adibiti a traffico civile.
La torpediniera lasciò poi Valona alle sette del 17 novembre, insieme alla Curtatone, scortando a Bari la motonave Maria ed i piroscafi Sardegna e Tagliamento, di ritorno vuoti: le navi arrivarono in porto alle 18.30, dopo di che Medici e Sardegna proseguirono alla volta di Bari. All'una di notte del 19 novembre 1940 la Medici, insieme al Capitano Cecchi ed alla torpediniera Andromeda, salpò da Bari per scortare a Valona, dove giunsero dodici ore più tardi, i piroscafi Argentina e Sardegna, con 3084 uomini e 162 tonnellate di materiali al seguito della truppa.
Il 23 novembre, alle 4.50, la nave salpò da Valona di scorta a Sardegna, Argentina e Piemonte, che rientravano scarichi, arrivando a Bari alle 24. Il 28 novembre la Medici partì da Brindisi alle 6.35, insieme al piccolo incrociatore ausiliario Lago Tana, scortando a Valona, dove giunse alle 15, i piroscafi Argentina e Tagliamento e la motonave Città di Trapani, aventi un carico di 1809 uomini, sette autoveicoli, 488 quadrupedi e 592 tonnellate di rifornimenti.
Tra il 1940 ed il 1942 cinque unità della classe La Masa, tra cui la Medici, vennero sottoposte a lavori di rimodernamento che comportarono l'eliminazione di uno o due pezzi da 102/45 mm, dei due cannoni da 76/40 e di due mitragliere da 6,5/80, nonché, su alcune unità, di un complesso lanciasiluri binato da 450 mm, e l'installazione di 6 mitragliere singole da 20/65 mm Breda Mod. 1940, e, su alcune navi, anche di due scaricabombe di profondità. Dopo il 1940, pertanto, l'unità fu sottoposta a lavori di modifica che videro la rimozione di due cannoni da 102 mm, la sostituzione dei pezzi da 76 mm con 6 mitragliere da 20 mm e l'eliminazione di due tubi lanciasiluri da 450 mm.

#### 1941
Il 24 gennaio 1941 la Medici iniziò la prima missione dell'anno per conto di Maritrafalba lasciando, alle otto di sera, Bari, e scortando a Durazzo, dove giunse alle 10.30 del 25 gennaio, la motonave Marin Sanudo ed i piroscafi Zeno e Monstella, aventi a bordo 183 militari, 1286 quadrupedi, 192 autoveicoli e 78 tonnellate di rifornimenti. Il 26 gennaio, alle 3.45, la torpediniera ripartì da Durazzo di scorta alla motonave Puccini, al piroscafo Italia ed alla cisterna militare Prometeo, di ritorno scarichi a Bari, dove arrivarono alle 23.
Il 27 gennaio la nave, insieme all'incrociatore ausiliario Barletta, partì da Bari alle 19 per scortare a Durazzo le motonavi Città di Savona, Rossini, Puccini e Città di Alessandria, con 3161 uomini e 1726 tonnellate di materiali. Il convoglio giunse nel porto albanese alle 9.10 del giorno seguente. Il 28 gennaio la Medici rientrò da Durazzo a Bari scortando i piroscafi vuoti Luana, Rosandra e Scarpanto.
Il 30 gennaio Medici e Barletta salparono alle 00.00 da Bari di scorta alle motonavi Donizetti e Città di Tripoli ed ai piroscafi Titania e Caterina, che trasportavano complessivamente 1506 militari, 688 quadrupedi e 128 tonnellate di foraggio ed altri rifornimenti. Il convoglio arrivò a Durazzo dopo quattordici ore di navigazione, e la Medici ne ripartì alle 18.30 del 31 gennaio, scortando la Donizetti ed il piroscafo Casaregis, entrambi scarichi, a Bari, dove arrivarono alle otto del mattino del 1º febbraio.
Il 2 febbraio, alle 22, la torpediniera partì da Bari unitamente all'incrociatore ausiliario Città di Genova, per scortare a Durazzo la motonave Verdi ed i piroscafi Milano, Italia e Quirinale, aventi a bordo 3947 militari e 289 tonnellate di rifornimenti: il convoglio raggiunse la destinazione alle dieci del mattino del 3 febbraio. Alle 8.30 del 4 febbraio la Medici lasciò Durazzo di scorta a Italia, Quirinale ed un terzo piroscafo, lo Zena, tutti scarichi e diretti a Bari, dove arrivarono alle 23.35.
Il 5 febbraio Medici e Barletta salparono da Bari alle 23 per scortare a Durazzo, dove giunsero alle 13 del 6, le motonavi Città di Bastia, Puccini, Città di Alessandria e Narenta, con 2261 militari, 330,5 tonnellate di provviste e 218 di altri materiali. Il 9 febbraio l'unità rientrò da Durazzo a Bari passando per Brindisi, scortando i mercantili vuoti Iseo, Verdi e Tergestea (questi ultimi due rimasero a Brindisi, mentre l'Iseo fu scortato sino a Bari).
Alle due di notte dell'11 febbraio la nave lasciò Bari alla volta di Durazzo, scortando i piroscafi Sant'Agata, Tagliamento e Laura C. e la motonave Barbarigo, con un carico di 139 uomini, 526 quadrupedi, 242 automezzi e 73 tonnellate di altri rifornimenti. Il convoglio arrivò in porto alle 15.45, e la Medici ripartì da Durazzo alle 3.30 del 12 febbraio, scortando a Bari, dove giunsero alle 18.30, le motonavi scariche Rossini, Città di Savona e Città di Tripoli.
Il 16 febbraio, alle 6.30, la torpediniera partì da Brindisi diretta a Valona, di scorta ai piroscafi Diana, con a bordo 56 militari e 397 quadrupedi, ed Iseo, che aveva imbarcato a Bari un carico di rifornimenti vari. Le navi arrivarono a destinazione alle 16. Il 18 febbraio, alle 13.30, la Medici e l'incrociatore ausiliario Brindisi ripartirono da Valona di scorta alla motonave Città di Agrigento ed ai piroscafi Argentina e Monstella (le prime due navi con a bordo feriti, la terza scarica) che rientravano a Brindisi, arrivandovi alle 22.35.
Alle 18.40 del 20 febbraio la Medici e l'incrociatore ausiliario Brioni lasciarono Bari dirette a Durazzo, per scortarvi le motonavi Città di Bastia, Città di Tripoli e Puccini ed il piroscafo Mameli, aventi a bordo complessivamente 1965 militari, 4181 tonnellate di provviste e 108 di altri rifornimenti: il convoglio giunse a destinazione alle 10.10 del 21. Il 24 febbraio, alle nove del mattino, la torpediniera ripartì da Durazzo e raggiunse Bari alle 23.30, scortando i piroscafi scarichi Zena, Sagitta e Rosandra.
Il 26 febbraio, alle 18, l'unità salpò da Bari di scorta ai piroscafi Contarini, Sant'Agata, Tagliamento e Caterina, aventi a bordo 145 militari, 1131 quadrupedi, 6,5 tonnellate di foraggio e 1907 di altri materiali, arrivando a Durazzo alle 10.45 del 27. Il 1º marzo, alle 17.50, la Medici ripartì da Durazzo diretta a Bari, dove giunse alle 7.30 del 2 marzo, scortando il piroscafo Tagliamento e le motonavi Birmania e Tergestea, tutte scariche.
Il 3 marzo la Medici ed il Brioni salparono da Bari a mezzanotte di scorta al piroscafo Italia ed alle motonavi Riv, Città di Alessandria e Città di Savona, con a bordo 2478 militari, 136 autoveicoli e 310 tonnellate di rifornimenti. Il convoglio arrivò a Durazzo alle 14 dello stesso giorno. L'indomani, alle 00.30, la Medici lasciò Durazzo per scortare a Bari i piroscafi Aventino e Milano, scarichi, e la motonave Rossini, che trasportava 235 feriti lievi. Le navi raggiunsero il porto pugliese alle 20.50.
La Medici ripartì da Bari alle 00.30 del 6 marzo 1941, insieme al Capitano Cecchi, scortando a Durazzo, dove giunsero alle 11.40, i piroscafi Aventino e Milano e le motonavi Rossini e Narenta, aventi a bordo 3171 uomini, 137 quadrupedi, 239 tonnellate di provviste e 248 di altri rifornimenti. L'8 marzo, alle 6.20, la torpediniera lasciò Durazzo scortando Milano, Rossini e Barbarigo, di rientro vuote, con le quali giunse a Bari alle 17.15.
Il 19 marzo, alle 3.25, la Medici e l'incrociatore ausiliario Francesco Morosini lasciarono Brindisi di scorta alle motonavi Città di Agrigento e Città di Marsala, dirette a Valona, dove giunsero alle 13, con 1337 militari e 19 tonnellate di rifornimenti. Lo stesso 19 marzo, alle 19.30, la nave salpò poi da Valona di scorta a Città di Agrigento e Città di Marsala che rientravano scariche, raggiungendo Brindisi alle 4.20 del giorno seguente. Alle 6.10 del 20 marzo la Medici ed un'altra torpediniera, l'Altair, partirono da Brindisi e scortarono a Valona, dove giunsero alle 12.15, i piroscafi Piemonte, Argentina e Diana, con a bordo 3869 uomini e 612 tonnellate tra materiali al seguito della truppa ed altri rifornimenti. Alle otto di sera dello stesso 20 marzo, poi, la Medici ripartì da Valona scortando Piemonte ed Argentina, vuoti, con i quali arrivò a Brindisi alle tre di notte del 21.
Alle 5.10 del 22 marzo la torpediniera salpò da Brindisi scortando i piroscafi Nurage, Miseno e Contarini e la motonave Carlotta, che trasportavano un carico di 426 tonnellate di gasolio, 500 di foraggio, 830 di carburante e 1788 di altri rifornimenti, ed arrivando a Durazzo alle 16.45. Il 23 marzo, alle 17, la Medici partì da Durazzo alla volta di Bari, scortando i piroscafi scarichi Pontinia, Esterina e Carmela, con i quali giunse a destinazione alle 15.30 del giorno seguente.
Il 25 marzo, alle 20, Medici e Brioni lasciarono Bari scortando Italia, Rossini e Quirinale, aventi a bordo 3107 uomini e 630 tonnellate di rifornimenti. Il convoglio raggiunse Durazzo alle otto del mattino del 26. Lo stesso 26 marzo, alle 21.45, la torpediniera ripartì da Durazzo scortando Italia, Quirinale e Barbarigo, scarichi, ed arrivando a Bari alle nove del mattino del 27.
Alle 19 del 27 marzo l'unità, insieme all'incrociatore ausiliario Brindisi, partì da Bari diretta a Durazzo, dove giunse alle 9 del 28, di scorta alle motonavi Città di Savona, Donizetti, Città di Trapani e Città di Tripoli, con a bordo 2717 uomini e 380 tonnellate di rifornimenti. Lo stesso 28 marzo, poi, alle 20, la Medici lasciò Durazzo di scorta alla Città di Tripoli, avente a bordo 195 feriti leggeri, ed ai piroscafi scarichi Zena, Istria e Triton Maris, raggiungendo Bari alle 11.45 del 29.
Il 30 marzo, alle 21.30, Medici e Brindisi partirono da Bari di scorta al piroscafo Monstella ed alla motonave Riv, aventi a bordo 99 militari, 687 quadrupedi, 122 autoveicoli e 922 tonnellate di rifornimenti, arrivando a Durazzo alle 15.15 del 31. Il 2 aprile, alle 3.30, la Medici salpò da Durazzo diretta a Bari, dove giunse alle 18, scortando i piroscafi Aventino (adibito a servizio postale) e Campidoglio (vuoto).
Il 3 aprile, all'1.30, la Medici partì da Bari di scorta ai piroscafi Diana, Tagliamento e Luana, che trasportavano 73 militari, 432 quadrupedi, 94 automezzi e 964 tonnellate di materiali, con i quali giunse a Durazzo alle 14.45. All'una del 4 aprile la torpediniera lasciò Durazzo diretta a Bari, scortando la motonave Donizetti ed i piroscafi Perla e Bolsena, tutti scarichi, e giungendo nel porto pugliese alle 16.40.
Alla mezzanotte del 6 aprile Medici e Barletta lasciarono Bari dirette a Durazzo, dove scortarono Città di Agrigento e Città di Trapani, cariche di 1265 militari, tre autoveicoli e 15 tonnellate di rifornimenti, giungendovi alle 16.30. Subito dopo Medici e Barletta assunsero la scorta di un convoglio partito da Durazzo alle 16 dello stesso 6 aprile e composto dal piroscafo Italia e dalle motonavi Rossini, Puccini e Città di Marsala, tutte scariche. Il convoglio arrivò a Bari alle sette del mattino del 7 aprile.
L'8 aprile, alle due di notte, l'unità salpò da Brindisi alla volta di Valona, dove giunse alle 14.30 scortando i piroscafi Aprilia ed Ascianghi, con a bordo 514,5 tonnellate di fieno ed avena e 78 di carne congelata. La Medici lasciò poi Valona alle 8.15 del 9 aprile, di scorta ai piroscafi vuoti Leonardo Palomba, Pontinia, Dormio e Tripolino, con i quali giunse a Brindisi alle 19.30.
Il 19 aprile la Medici rilevò, a Brindisi, l'incrociatore ausiliario Brioni nella scorta di un convoglio composto dai piroscafi Tergestea, Vesta, Sagitta ed Iseo (con a bordo in tutto nove militari, 101 automezzi, 2422 tonnellate di munizioni, 1480 tonnellate di provviste e 5546 tonnellate di altri materiali) e partito da Bari alle 22.30 di quel giorno. Le navi arrivarono a Durazzo alle 15.20 del 20 aprile. Alle 00.30 del 22 aprile la nave salpò da Durazzo di scorta ai piroscafi scarichi Carmela, Anna Martini e Loreto, con i quali giunse a Bari alle 19 dello stesso giorno.
Il 26 aprile Medici e Brindisi partirono da Bari alle 21 per scortare a Durazzo, dove giunsero alle nove del 27, il piroscafo Aventino e le motonavi Donizetti e Narenta, con a bordo 1136 militari e 1365 tonnellate di rifornimenti. Il 29 aprile, alle 5, la torpediniera, insieme all'anziano cacciatorpediniere Carlo Mirabello, ripartì da Durazzo di scorta al piroscafo postale Campidoglio e ad Aventino, Donizetti e Narenta che tornavano vuoti. Il Campidoglio entrò a Brindisi, mentre gli altri tre mercantili vennero scortati a Bari, dove giunsero alle 19.15.
Il 30 aprile, alle 18, la torpediniera lasciò Bari di scorta ai piroscafi Zena e Silvano, raggiungendo Durazzo alle 12.20 del 1º maggio. Alle 21 dello stesso giorno la Medici, rientrata a Bari, salpò dal porto pugliese insieme al Brindisi, scortando le motonavi Città di Tripoli e Donizetti ed il piroscafo Laura C., con 733 militari e 2100 tonnellate di rifornimenti, a Durazzo, dove arrivarono alle 11.30 del 2 maggio. Sempre il 2 maggio, alle undici, Medici e Durazzo assunsero la scorta del piroscafo Milano e della motonave Città di Marsala, che rientravano a Bari con 2000 militari ed un carico di materiali. Il convoglio raggiunse Bari a mezzanotte.
Alle 23 del 4 maggio Medici e Brindisi partirono da Bari di scorta ai piroscafi Aventino, Milano, Italia e Quirinale, che trasportavano 3520 uomini ed un carico di materiali, scortandoli a Durazzo, dove arrivarono alle 10.30 del 5 maggio. Il 6 maggio, alle tre di notte, la torpediniera e l'incrociatore ausiliario ripartirono da Durazzo di scorta agli stessi quattro piroscafi dell'andata, che rientravano a Bari (dove giunsero alle 15.30) con 6528 militari che rimpatriavano, nonché materiali.
Il 7 maggio la Medici salpò da Bari di scorta alla motonave Narenta, avente un carico di materiali, e, dopo aver fatto tappa a Brindisi, dove si aggiunse al convoglio il piroscafo postale Campidoglio, fece rotta su Durazzo, dove le navi giunsero alle 11.30 del giorno seguente. Il 9 maggio la torpediniera ripartì da Durazzo alle 5.30 di scorta al Campidoglio (ancora in servizio postale), che scortò a Brindisi, dove arrivò alle 13.
L'11 maggio, alle 3, la nave partì da Brindisi insieme all'incrociatore ausiliario Zara, per scortare a Valona, dove giunsero dopo sei ore di navigazione, il piroscafo Francesco Crispi, con truppe e rifornimenti. Due giorni più tardi Medici e Zara ripartirono da Valona alle 14.45, di nuovo di scorta al Crispi, avente a bordo 700 prigionieri, diretto a Brindisi, dove arrivò alle 20.30 dello stesso 13 maggio.
Il 15 maggio, all'1.30, la Medici salpò da Brindisi diretta a Valona, di scorta alla motonave Città di Agrigento ed al piroscafo Poseidone, aventi a bordo personale e rifornimenti. Le navi arrivarono nel porto albanese alle 9.15, e la torpediniera ne ripartì alle 3.30 del 18, insieme allo Zara, per scortare a Bari, dove arrivarono alle sei di sera, Italia, Aventino, Puccini e Milano, con 3900 militari nonché un carico di autoveicoli e materiali.
I 5 giugno Medici e Brioni scortarono da Durazzo a Bari le motonavi Città di Marsala e Città di Bastia, mentre due giorni dopo la torpediniera e lo Zara partirono da Valona di scorta alla motonave Città di Tripoli ed ai piroscafi Crispi e Galilea. Lo Zara si fermò poi a Brindisi, mentre la Medici scortò i tre mercantili sino a Bari. Il 10 giugno la torpediniera scortò i piroscafi Caterina ed Istria e la motonave Marin Sanudo, con truppe e rifornimenti, da Bari a Durazzo, e cinque giorni dopo fu di scorta, unitamente al Brindisi, a Città di Marsala ed Italia in navigazione con truppe e materiali da Bari a Durazzo.
Il 16 giugno Medici e Brindisi scortarono di nuovo Città di Marsala ed Italia, con truppe e materiali, da Durazzo a Bari, mentre tre giorni più tardi la Medici, insieme allo Zara, scortò da Valona a Brindisi il piroscafo Argentina e la motonave Viminale, con un carico di materiali delle forze armate. Il 22 giugno Medici e Brioni scortarono da Bari a Brindisi e poi a Missolungi le motonavi Città di Tripoli e Città di Alessandria, che trasportavano personale militare e materiali, mentre il 29 la Medici e l'incrociatore ausiliario Olbia furono di scorta ai piroscafi Crispi e Galilea in navigazione da Brindisi a Patrasso con personale e materiale militare. Il 30 giugno Medici e Zara scortarono da Bari a Durazzo Rossini, Aventino, Italia e Quirinale, con truppe, personale e materiali delle forze armate.
Il 1º luglio la Medici scortò dapprima, insieme allo Zara, Rossini, Aventino, Italia e Quirinale, con 4290 militari ed un carico di materiali, da Durazzo a Bari, e poi da Patrasso a Taranto i piroscafi tedeschi Castellon, Procida e Trapani, carichi di personale e materiale tedeschi. Sei giorni dopo la torpediniera fu di scorta alla motonave Viminale ed al piroscafo Argentina in navigazione da Brindisi a Valona con a bordo personale del Regio Esercito e della Regia Marina diretto in varie destinazioni. L'8 luglio l'unità scortò Argentina e Viminale di ritorno da Valona a Brindisi, mentre l'indomani fu di scorta al piroscafo Rosandra in navigazione da Brindisi a Durazzo con personale e materiale delle forze armate.
Il 10 luglio Medici e Zara scortarono da Durazzo a Bari Città di Marsala, Milano, Aventino e Rosandra con 3580 militari e 1400 operai militarizzati che rimpatriavano, mentre il giorno seguente la sola Medici fu di scorta a Viminale ed Argentina che trasportavano personale del Regio Esercito e della Regia Marina da Brindisi a Valona. Il 12 luglio Medici e Barletta scortarono da Valona a Brindisi Puccini, Argentina e Viminale con 2610 soldati rimpatrianti, ed il giorno successivo scortarono sulla rotta Bari-Durazzo l'Aventino ed il Rosandra con personale militare diretto in destinazioni varie. Il 14 luglio le due navi scortarono da Durazzo a Brindisi e poi a Bari ancora Aventino e Rosandra, questa volta carichi di truppe che rimpatriavano.
Il 19 luglio 1941 Medici e Zara, insieme alla Francesco Stocco, scortarono da Durazzo a Cattaro Italia, Aventino, Milano e Città di Marsala, con truppe e materiali. L'indomani Medici e Barletta scortarono da Durazzo a Cattaro Rossini, Puccini e Quirinale con truppe e rifornimenti, mentre il 21 le due navi furono di scorta a Puccini, Città di Marsala, Italia e Quirinale in navigazione da Cattaro a Durazzo. Il 22 luglio la torpediniera e l'incrociatore ausiliario scortarono Città di Marsala, Aventino e Milano da Durazzo a Cattaro, ed il 25 Medici e Brindisi scortarono da Durazzo a Brindisi il piroscafo Rosandra, avente a bordo 1420 militari rimpatrianti. Il 28 luglio la torpediniera scortò da Brindisi a Patrasso la motonave Calitea, diretta a Rodi con 600 militari e 230 tonnellate di rifornimenti per i presidi militari di stanza nelle isole dell'Egeo. Il 30 luglio la Medici e l'incrociatore ausiliario Attilio Deffenu scortarono da Brindisi a Patrasso i piroscafi Italia ed Aventino (quest'ultimo diretto a Rodi), con personale del Regio Esercito diretto in varie destinazioni.
Il 4 agosto la Medici scortò da Patrasso a Brindisi la motonave Calitea, mentre il 9, insieme al Brindisi, fu di scorta alla motonave Città di Marsala ed al piroscafo Quirinale in navigazione da Durazzo a Bari con 1500 militari che rimpatriavano. Il 10 agosto Medici e Brindisi scortarono da Bari a Durazzo i piroscafi Milano e Maria, carichi di truppe, automezzi, rimorchi ed altri materiali delle forze armate. Il giorno seguente le due navi furono di scorta, da Durazzo a Bari, ai piroscafi Milano e Rosandra che rientravano con 1500 militari rimpatrianti ed un carico di autoveicoli ed altri materiali.
Il 21 agosto la torpediniera scortò il piroscafo Lido da Bari a Porto Edda, mentre il 23, di nuovo insieme al Brindisi, fu di scorta al Quirinale ed alle motonavi Città di Alessandria e Città di Bastia in navigazione da Durazzo a Bari con 2400 militari rimpatrianti. Il 26 agosto Medici e Deffenu scortarono da Brindisi a Patrasso i piroscafi Argentina, Aventino e Quirinale con truppe, autoveicoli ed altri rifornimenti, ed il 30 la Medici scortò da Calamata a Patrasso il piroscafo Alfredo Oriani, con truppe a bordo. Nel pomeriggio del 30 agosto 1941 la torpediniera trasse in salvo da alcune zattere 20 superstiti del piroscafo Cilicia, affondato da un sommergibile due giorni prima a sudovest del Peloponneso.
Il 4 settembre Medici e Barletta scortarono da Patrasso a Brindisi i piroscafi Quirinale e Galilea e la motonave Viminale, con truppe rimpatrianti. Il 18 dello stesso mese la torpediniera, unitamente al Brindisi, scortò da Bari a Durazzo i piroscafi Italia, Rosandra ed Aventino, con truppe e rifornimenti, mentre l'indomani Medici e Brindisi furono di scorta agli stessi tre piroscafi un navigazione da Durazzo a Bari con 2470 militari che rimpatriavano. Il 22 settembre l'unità scortò da Taranto a Prevesa il piroscafo Gala, mentre il 29, di nuovo insieme al Brindisi, scortò da Durazzo a Bari Italia e Rosandra, con 2600 militari rimpatrianti.
Il 6 ottobre la nave, insieme all'incrociatore ausiliario Arborea, scortò da Bari a Durazzo Italia, Milano e Rosandra, con personale militare diretto a varie destinazioni, ed il giorno seguente Medici ed Arborea scortarono gli stessi tre piroscafi che rientravano da Durazzo a Bari trasportando la Divisione «Lupi di Toscana», che tornava in Italia. Il 13 ottobre la torpediniera scortò da Brindisi a Valona la motonave Città di Trapani, con un carico di munizioni ed altri materiali. Tre giorni più tardi la nave fu di scorta al piroscafo Devoli ed alla motonave Donizetti, carichi di truppe che tornavano in patria, sulla rotta Valona-Brindisi.
Il 19 ottobre la Medici e lo Zara scortarono da Bari a Durazzo Aventino, Italia, Milano e Rosandra, con truppe e personale della Regia Marina e della Regia Aeronautica. Due giorni dopo le due unità scortarono da Durazzo a Bari gli stessi quattro piroscafi, con 4400 militari rimpatrianti nonché automezzi, rimorchi ed altri materiali, ed il 23 furono di scorta ad Aventino, Italia e Rosandra (con a bordo truppe e rifornimenti) da Bari a Durazzo. Il 25 ottobre Zara e Medici scortarono Aventino, Italia, Milano e Rosandra da Durazzo a Bari (i quattro piroscafi trasportavano 3400 militari che rimpatriavano), mentre il 29 ottobre furono di scorta ad Aventino, Galilea, Italia e Rosandra che trasportavano truppe e rifornimenti da Bari a Durazzo.
Il 1º novembre la torpediniera e lo Zara scortarono da Durazzo a Bari i piroscafi Italia, Milano, Piemonte e Rosandra, con 5400 militari che rimpatriavano.

#### 1942-1943
Il 7 aprile 1942 la torpediniera lasciò Bari diretta a Durazzo, insieme all'incrociatore ausiliario Brioni, al cacciatorpediniere Euro ed alla torpediniera Bassini, per scortare a Durazzo i piroscafi Aventino, Italia, Titania ed Ogaden. Il convoglio venne tuttavia ridotto da una collisione tra la Bassini e l'Aventino, dovendo così entrambe le navi fare ritorno a Bari. Due giorni dopo Medici e Brioni scortarono da Durazzo a Bari l'Italia, con a bordo truppe che rimpatriavano. Il 22 aprile la nave scortò da Bari a Valona la nave cisterna Dora C., mentre il 26, insieme all'incrociatore ausiliario Arborea, fu di scorta al piroscafo Monstella, con personale militare e materiali, da Bari a Durazzo.
Il 7 maggio 1942 la Medici, unitamente alla torpediniera Francesco Stocco ed all'incrociatore ausiliario Lorenzo Marcello, scortò Donizetti e Quirinale da Bari a Zante con truppe e rifornimenti, e poi da Zante a Bari con militari che rimpatriavano. Il 10 maggio Medici ed Arborea scortarono da Brindisi a Patrasso i piroscafi Probitas, Diocleziano ed Ezilda Croce, ed il 13 furono di scorta, da Patrasso a Brindisi, ai piroscafi Rosario, Balkan ed Alba Julia.
Il 16 maggio la nave scortò la Dora C. da Bari a Valona, mentre il 20, insieme al Brioni, fu di scorta ad Italia ed Aventino, carichi di truppe e rifornimenti, sulla rotta Bari-Durazzo. Il 27 maggio l'unità scortò, unitamente all'Arborea, Italia e Rosandra, con truppe rimpatrianti, da Durazzo a Bari, mentre il 30, insieme al l'incrociatore Brioni ed alla vecchia torpediniera Generale Antonino Cascino, scortò da Bari a Durazzo Italia, Rosandra ed il piroscafo da carico Chisone, che trasportavano truppe e materiali.
L'8 giugno Medici, Cascino e Brioni furono di scorta da Bari a Durazzo al Rosandra ed all'Aventino, aventi un carico di truppe e rifornimenti. Il 9 luglio la torpediniera scortò dapprima, insieme al Brioni, l'Aventino, con truppe e rifornimenti, da Bari a Durazzo, e poi, unitamente al Marcello, il piroscafo Milano con truppe rimpatrianti da Durazzo a Bari. Il 16 luglio l'unità scortò da Bari a Patrasso la motonave Calino, diretta a Rodi, e quattro giorni dopo, insieme al Brioni, fu di scorta al Quirinale in navigazione da Durazzo a Bari con militari che rimpatriavano.
Il 2 agosto la Medici, insieme allo Zara ed al cacciatorpediniere Sebenico, scortò la motonave Donizetti ed il piroscafo Quirinale da Bari a Durazzo, mentre il 18 agosto la torpediniera scortò da sola i piroscafi Brundisium, Goggiam e Dielpi, con un carico di materiali, da Brindisi a Patrasso.
Il 12 settembre la nave scortò da Brindisi a Patrasso i piroscafi Tagliamento e Dubac, mentre il 16 fu di scorta alla nave cisterna Giorgio ed al piroscafo Mameli da Prevesa a Brindisi, via Taranto. Il 28 settembre la Medici compì la sua ultima missione di scorta sulle rotte del Levante scortando da Gallipoli a Patrasso il piroscafo Dandolo.
L'unità fu poi destinata ad altri compiti. Il 16 aprile 1943 la Medici si trovava ormeggiata nel porto di Catania, quando, alle 13.30, la città fu oggetto di un bombardamento aereo da parte di bombardieri Consolidated B-24 Liberator della 9th USAAF, avente come obiettivo il porto: un'ora dopo l'inizio dell'attacco (che provocò gravi danni anche alla città, con 146 vittime civili), alle 14.30, la torpediniera fu colpita dalle bombe in corrispondenza della plancia, iniziando ad affondare di prua. Irrimediabilmente danneggiata, la nave si abbatté sul lato di dritta ed affondò nelle acque del porto siciliano.
Dopo la radiazione, avvenuta il 18 ottobre 1946, il relitto della torpediniera venne riportato a galla nel 1952 ed avviato alla demolizione.